# Chelsea Football Club 1987-1988
Questa voce raccoglie le informazioni riguardanti il Chelsea Football Club nelle competizioni ufficiali della stagione 1987-1988.

## Stagione
Il club londinese termina in diciottesima posizione il campionato con un totale di nove vittorie, quindici pari e sedici sconfitte, di conseguenza la squadra viene retrocessa in Second Division.
Il Chelsea inizia l'FA Cup dal terzo turno, dove bette 3-1 il Derby County, nel quarto viene sconfitto 0-4 dal Manchester United e quindi eliminato.
Il club londinese inizia la Football League Cup dal secondo turno, dove viene battuto 1-3 dal Reading FC all'andata e vince 3-2 al ritorno, e quindi viene eliminato.
In Full Members Cup i Blues iniziano dal primo turno dove battono 2-1 il Barnsley FC, nel secondo battono 2-0 il Manchester City, nel terzo vengono battuti 0-4 dallo Swindon Town e quindi eliminati.

## Maglie e sponsor
Nella stagione 1987-1988 del Chelsea il main sponsor è Commodore, lo sponsor tecnico è Umbro. La divisa primaria è costituita da maglia blu con colletto a V bordato di bianco e rosso come le estremità delle maniche, pantaloncini e calzettoni sono blu con decorazioni bianche e rosse. La divisa da trasferta è costituita da maglia verde acqua con colletto a V bordato di beige e bianco come le estremità delle maniche, pantaloncini e calzettoni sono verde acqua con decorazioni beige e bianche. La terza divisa è formata da maglia rossa con colletto a V bordato di bianco come le estremità delle maniche, sono inoltre presenti decorazioni a scacchi rosso scuro nel body, pantaloncini e calzettoni sono rossi con decorazioni bianche.
| Casa | Trasferta | Terza divisa |

## Rosa
Rosa e numerazione sono aggiornati al 31 maggio 1988.
| N. |                        | Ruolo | Calciatore        |
| -- | ---------------------- | ----- | ----------------- |
|    | Galles (bandiera)      | P     | Roger Freestone   |
|    | Inghilterra (bandiera) | P     | Kevin Hitchcock   |
|    | Galles (bandiera)      | P     | Eddie Niedzwiecki |
|    | Inghilterra (bandiera) | D     | Michael Bodley    |
| 6  | Scozia (bandiera)      | D     | Steve Clarke      |
|    | Irlanda (bandiera)     | D     | John Coady        |
|    | Inghilterra (bandiera) | D     | Tony Dorigo       |
|    | Galles (bandiera)      | D     | Gareth Hall       |
|    | Scozia (bandiera)      | D     | Joe McLaughlin    |
|    | Inghilterra (bandiera) | D     | Colin Pates       |
|    | Inghilterra (bandiera) | D     | Stephen Wicks     |
|    | Inghilterra (bandiera) | D     | Clive Wilson      |

| N. |                             | Ruolo | Calciatore       |
| -- | --------------------------- | ----- | ---------------- |
|    | Inghilterra (bandiera)      | D     | Darren Wood      |
|    | Inghilterra (bandiera)      | C     | John Bumstead    |
|    | Inghilterra (bandiera)      | C     | Micky Hazard     |
|    | Irlanda (bandiera)          | C     | Jerry Murphy     |
|    | Scozia (bandiera)           | C     | Pat Nevin        |
|    | Inghilterra (bandiera)      | A     | Kerry Dixon      |
|    | Scozia (bandiera)           | A     | Gordon Durie     |
|    | Scozia (bandiera)           | A     | Kevin McAllister |
|    | Stati Uniti (bandiera)      | A     | Roy Wegerle      |
|    | Inghilterra (bandiera)      | A     | Colin West       |
|    | Irlanda del Nord (bandiera) | A     | Kevin Wilson     |

## Calciomercato
| Arrivi | Arrivi          | Arrivi          | Arrivi   |
| R.     | Nome            | da              | Modalità |
| ------ | --------------- | --------------- | -------- |
| P      | Kevin Hitchcock | Mansfield Town  | ?        |
| D      | Tony Dorigo     | Aston Villa     | ?        |
| D      | Clive Wilson    | Manchester City | ?        |
| A      | Kevin Wilson    | Ipswich Town    | ?        |

| Partenze | Partenze        | Partenze        | Partenze |
| R.       | Nome            | a               | Modalità |
| -------- | --------------- | --------------- | -------- |
| P        | Perry Digweed   | Brighton        | ?        |
| C        | John McNaught   | Partick Thistle | ?        |
| A        | Billy Dodds     | Partick Thistle | ?        |
| D        | Keith Dublin    | Brighton        | ?        |
| P        | Stephen Francis | Reading         | ?        |
| P        | Leslie Fridge   | St. Mirren      | ?        |
| P        | Tony Godden     | Birmingham City | ?        |
| C        | Keith Jones     | Brentford       | ?        |
| C        | Colin Lee       | Brentford       | ?        |
| D        | John Millar     | Blackburn       | ?        |
| D        | Doug Rougvie    | Brighton        | ?        |
| C        | David Speedie   | Coventry City   | ?        |

## Statistiche

### Statistiche di squadra
| Competizione        | Punti | Totale | Totale | Totale | Totale | Totale | Totale |
| Competizione        | Punti | G      | V      | N      | P      | Gf     | Gs     |
| ------------------- | ----- | ------ | ------ | ------ | ------ | ------ | ------ |
| Campionato          | 40    | 42     | 9      | 15     | 16     | 50     | 68     |
| FA Cup              | -     | 2      | 1      | 0      | 1      | 3      | 5      |
| Football League Cup | -     | 2      | 1      | 0      | 1      | 4      | 5      |
| Full Members Cup    | -     | 3      | 2      | 0      | 1      | 4      | 5      |
| Totale              | -     | 49     | 13     | 15     | 19     | 61     | 83     |